# Koewacht
Koewacht est un village appartenant à la commune néerlandaise de Terneuzen, situé dans la province de la Zélande, en Flandre zélandaise. En 2009, le village comptait 2 609 habitants.
Koewacht a été une commune indépendante jusqu'au 1er avril 1970. À cette date, la commune a été rattachée à celle de Axel.